# بی‌بدن
بی‌بدن فیلم ایرانی در ژانر درام-جنایی به کارگردانی مرتضی علیزاده، نویسندگی کاظم دانشی و تهیه‌کنندگی سید مصطفی احمدی محصول سال ۱۴۰۲ است. این فیلم نخستین‌بار در چهل و دومین جشنوارهٔ فیلم فجر به نمایش درآمد.

## طرح
به گفته کارگردان، داستان فیلم برداشتی آزاد از چندین پروندهٔ قضایی واقعی است. شباهت‌های بسیار عناصر فیلم با پرونده قتل غزاله شکور، باعث اعتراض خانواده شکور به این فیلم گردید. کارگردان فیلم، ارتباط مستقیم اقتباس سینمایی خود با این پرونده را نپذیرفت.

## بازیگران
- الناز شاکردوست  در نقش : سارا مقدم (مادر مقتوله)
- پژمان جمشیدی  در نقش : مهرداد بهمنش (پدر قاتل)
- نوید پورفرج  در نقش : محسن شکوهی (بازپرس ویژه قتل)
- سروش صحت  در نقش : بهروز مقدم (پدر مقتوله)
- گلاره عباسی  در نقش : شهره (مادر قاتل)
- مینا وحید  در نقش : مونا عزت‌یار (همسر جدید مهرداد)
- پیام احمدی‌نیا  در نقش : دادستان
- رابعه مدنی در نقش : ولی دم
- علیرضا زمانی‌نسب در نقش : وکیل قاتل
- مهراد روحیه در نقش : سروش

## بازخورد

### نظرات منتقدان
«بی‌بدن» نظرات ضد و نقیضی از منتقدان دریافت کرد.
 «احسان ناظم‌بکایی» بی‌بدن را فیلمی پرهیاهو و بدون عقبه و عمق دانست و از شخصیت‌پردازی، فیلم‌نامه و بازی‌بد بازیگران انتقاد کرد. «سید مهرزاد موسوی» بازی الناز شاکردوست را ضعیف‌ترین بازی فیلم عنوان کرد و در مقابل بازی نوید پورفرج، سروش صحت و گلاره عباسی را تحسین کرد. وی همچنین معتقد است فیلم می‌توانست در بخش «سودای سیمرغ» حضور داشته‌باشد.
 «سعیده نیک‌اختر» عنوان کرد: «سوژه فیلم جالب و بحث‌برانگیز است اما فیلم خوش‌ساخت نیست. شخصیت‌ها عمق و عقبه ندارند و موشکافانه طراحی نشده‌اند.» وی همچنین از بازی‌ها و تدوین نامناسب انتقاد کرد. «محمد تقی‌زاده» نیز پرداخت نامناسب شخصیت‌ها، انتخاب بازیگران نامناسب و استفاده ابزاری از یک داستان اجتماعی_جنایی را از نقاط ضعف فیلم دانست.
در مقابل «احمد محمدتبریزی» معتقد است بی‌بدن تا پایان فیلم ریتم خوب خودش را حفظ می‌کند. وی تأکید می‌کند شاکردوست در این اثر سینمایی بهتر از شبی که ماه کامل شد (۱۳۹۷) ظاهر شده است. بهروز افخمی فیلم بی‌بدن را احیای یک ژانر موفق در سینما خواند و تأکید کرد این فیلم می‌تواند در جذب مخاطب و میزان فروش با فیلم‌های کمدی رقابت کند. «حمیدرضا کاظمی پور» معتقد است بی‌بدن در بازیگری اثری قابل دفاع است. «محمدتقی فهیم» منتقد سینما معتقد است که این فیلم موضع تازه‌ای دارد که در این سال‌ها در سینما کم‌تر مشابه آن دیده شده است.

### جوایز و نامزدی‌ها
| مراسم                        | تاریخ برگزاری | رده                 | نامزد           | نتیجه    | منبع  |
| ---------------------------- | ------------- | ------------------- | --------------- | -------- | ----- |
| چهل و دومین جشنواره فیلم فجر | ۲۲ بهمن ۱۴۰۲  | بهترین فیلم اول     | سید مصطفی احمدی | نامزدشده | [ ۹ ] |
| چهل و دومین جشنواره فیلم فجر | ۲۲ بهمن ۱۴۰۲  | بهترین کارگردان اول | مرتضی علیزاده   | نامزدشده | [ ۹ ] |

## تیتراژ
تیتراژ فیلم بی‌بدن قطعه‌ای با همین نام با ترانه‌سرایی امید روزبه و با آهنگسازی و خوانندگی محسن چاوشی است.